# Jane Silber
Jane Silber   (Estats Units d'Amèrica) és una empresària estatunidenca.
Va la directora executiva de Canonical des de març de 2010, quan va substituir Mark Shuttleworth, fins al 2017, quan Shuttleworth va reprendre el rol. Silber també és presidenta de l'empresa emergent de dades obertes ScraperWiki.
Silber va entrar a formar part de Canonical el juliol de 2004, on el seu treball incloïa liderar el projecte Ubuntu One i assegurar que les grans empreses trobessin útil aquest sistema operatiu. Es va atribuir parcialment la creixent atenció per la recerca i el disseny d'usuari en el codi obert des de l'any 2009 amb el lideratge d'aquesta àrea de Canonical. Els seus càrrecs anteriors van incloure el de vicepresidenta d'Interactive Television Company i el vicepresidenta de General Dynamics C4 Systems. També va treballar al Japó per Teijin duent a terme la investigació d'intel·ligència artificial i el desenvolupament del producte, i als EUA per l'empresa d'avaluació de risc per a la salut General Health.
Té un màster en administració d'empreses per la Saïd Business School de la Universitat d'Oxford; un Master of Science en gestió de tecnologia per la Universitat Vanderbilt, on es va especialitzar en aprenentatge de la màquina i en treball d'intel·ligència artificial, i un Bachelor of Science en matemàtiques i ciències de la computació pel Haverford College.